# Theodor Tomášek
Theodor Tomášek (18. dubna 1840 Lázně Bohdaneč – 16. února 1922 Kostelec nad Orlicí) byl český kapelník a hudební skladatel.

## Život
Pocházel z rodiny provazníka z Lázní Bohdaneč u Pardubic. Měl být řezníkem, ale jeho učitelé rozpoznali mimořádný hudební talent, takže se dostal na Pražskou konzervatoř, kde studoval hru na housle a skladbu u profesora Mořice Mildnera. Absolvoval v roce 1858 a zahájil dráhu houslového virtuosa. V roce 1860 se stal kapelníkem ostrostřelecké hudby v Litomyšli, kde spolupracoval na vzniku místního pěveckého spolku Vlastimil. V Litomyšli se i oženil s klavíristkou Karolínou Faltisovou.
Po roce 1862 sloužil u husarského pluku v Klatovech a účastnil se i pražského hudebního života. Krátce působil jako ředitel kůru pravoslavného chrámu ve Vršaci (v dnešním Srbsku) a řídil vojenské kapely v Prostějově a Vídni. Vídeň mu přinesla četné umělecké úspěchy a seznámil se zde s předními osobnostmi vídeňského hudebního světa. Mimo jiné se spřátelil s bratry Johannem a Josefem Straussovými. Vyhledal jej tam i tehdejší starosta Františkových Lázní Kryštof Loimann a pozval jej k účinkování ve františkolázeňském orchestru. Tomášek nabídku přijal, stal se hudebním ředitelem orchestru a jeho činnost pozvedla nejen úroveň orchestru, ale i celého hudebního života lázní. Působil zde 25 let až do roku 1892. Kromě práce uměleckého ředitele a dirigenta lázeňského orchestru vykonával i funkci ředitele divadel sdružených západočeských měst (Cheb, Plzeň, Mariánské Lázně). V roce 1871 podnikl s třicetičlenným lázeňským orchestrem zájezd do západního Ruska. Koncertovali v Minsku, Smolensku, Lodži, Vitebsku a všude slavil značné úspěchy, takže zájezd se opakoval i v následujících letech.
V roce 1892 se rozhodl trvale usadit v Petrohradě. Byl jmenován ředitelem Vyšší hudební školy (obdoba naší konzervatoře), kterou zřídil a financoval princ Oldenburský. Vedle školního orchestru řídil i orchestr vojenských škol a soukromě vyučoval ve šlechtických rodinách. Byl pověřen sestavením orchestru z českých hudebníků pro nově založený Národní dům v Petrohradě. S tímto orchestrem podnikal pak koncertní turné zejména po ukrajinských městech, od Kyjeva až po Oděsu. V té době mu byla udělena řada vyznamenání za vynikající kulturní činnost. Přes veškeré úspěchy v Rusku se často vracel do Čech. Při jedné návštěvě u syna v Kostelci nad Orlicí roku 1910 jeho manželka těžce onemocněla a za několik dnů zemřela. Rovněž vypuknutí světové války v roce 1914 jej zastihlo v Čechách. Do Ruska se po bolševické revoluci již nevrátil a zemřel v roce 1922 u svého syna v Kostelci nad Orlicí, kde je i pochován.

## Dílo
Jeho díla byla ve své době velice oblíbená a hrála se mnohokrát v Petrohradě, ve Vídni, v západočeských lázeňských městech i v Německu. Zkomponoval operu Čertův most na německý text, která byla mnohokrát uvedena na scénu. Drobnější klavírní skladby byly vydány v Německu, ale jinak se z jeho díla mnoho nedochovalo. Většina rukopisů zůstala v Rusku a nikdo z muzikologů se jimi dosud soustavně nezabýval.
Mezi nejznámější Tomáškovy orchestrální skladby patří:
- Jarní ouvertura
- Přadlenka
- Serenáda
- Koncert pro housle a orchestr